# Roger Hodgson
Charles Roger Pomfret Hodgson (ur. 21 marca 1950 w Portsmouth, Hampshire, Wielka Brytania) – brytyjski muzyk i piosenkarz.

## Życiorys
Jeden z założycieli zespołu Supertramp grającego rock progresywny. Wraz z Rickiem Daviesem decydowali o obliczu zespołu. Występował w nim w latach 1969–1983. W roku 1984 rozpoczął karierę solową debiutując udanym albumem In the Eye of the Storm, z którego pochodzą trzy jego największe w karierze solowej przeboje: "Lovers in the Wind", "Had a Dream (Sleeping with the Enemy)", "In Jeopardy".

## Dyskografia

### Albumy solowe
- 1984 – In the Eye of the Storm
- 1987 – Hai Hai
- 1997 – Rites of Passage (live)
- 2000 – Open the Door
- 2010 – Classics Live

### Single
- 1984 – "Had a Dream (Sleeping With The Enemy)"
- 1984 – "In Jeopardy"
- 1987 – "London"
- 1987 – "You Make Me Love You"
- 1997 – "Every Trick In The Book"
- 2000 – "Hungry"
- 2000 – "The More I Look"
- 2000 – "Open the Door"

## Videografia
- 2006 – "Take the Long Way Home"